# Jesper van Veen
Jesper van Veen (13 december 1988) is een Nederlands voormalig langebaanschaatser die gespecialiseerd is in de sprintafstanden. Hij is lid van HVHW en trainde bij het Gewest Zuid-Holland.
Van Veens debuut op het hoogste podium bij de senioren was bij het NK afstanden 2009 in Heerenveen. Hij werd daar op de 500m en 1000m respectievelijk 22e en 23e. Het seizoen daarop wist hij zich voor de eerste maal te kwalificeren voor het NK sprint. Op Kardinge in Groningen reed hij naar een 22e plaats. Op de NK afstanden 2011 werd hij 14e op de 500 meter. In 2013 zette van Veen een punt achter zijn carrière.

## Persoonlijke records
| Afstand    | Tijd    | Datum            | Baan      |
| ---------- | ------- | ---------------- | --------- |
| 500 meter  | 35,99   | 10 maart 2013    | Calgary   |
| 1000 meter | 1.10,41 | 9 maart 2013     | Calgary   |
| 1500 meter | 1.48,67 | 11 maart 2013    | Calgary   |
| 3000 meter | 3.59,55 | 20 november 2007 | Erfurt    |
| 5000 meter | 6.50,16 | 25 januari 2008  | Groningen |